# Asociación Deportiva Cariari Pococí
La Asociación Deportiva Cariari de Pococí es un club de fútbol costarricense de la ciudad de Cariari en la provincia de Limón.
Logró su ascenso nuevamente a la Segunda División de Costa Rica tras ganar el campeonato de Tercera División 2019 -2020.
En el Apertura 2023, alcanza la Final del torneo tras concluir en el segundo lugar del Grupo B con 29 puntos en 16 fechas, solo por detrás de Santa Ana, en cuartos de final deja afuera al cuadro del Marineros de Puntarenas en el global 4 a 2, en semifinales elimina al conjunto de Guadalupe F.C. al ganarle en el global 5 a 4. En la Final se vuelve a ver con Santa Ana en el juego de ida en el Estadio Comunal de Cariari terminan igualando a 1 gol, mientras que en la vuelta en Piedades de Santa Ana, el cuadro guapileño termina cayendo 2 por 1 ante los santaneños.

## Estadio
Su centro deportivo es el Estadio Comunal de Cariari, aunque a veces juega partidos en el Estadio Ebal Rodríguez de Guápiles.

## Uniforme
- Titular: Camiseta azul, con detalles en rojo, pantaloneta azul y medias azules.
- Alternativo: Camiseta blanca, pantaloneta blanca y medias blancas.

## Palmarés

### Títulos nacionales
| Competiciones nacionales       | Títulos   | Subcampeonatos |
| ------------------------------ | --------- | -------------- |
| Segunda División de Costa Rica |           | Apertura 2023  |
| Tercera División de Costa Rica | 2019-2020 |                |